# يوجينيو فيليز
يوجينيو فيليز (بالإنجليزية: Eugenio Vélez)‏ هو لاعب كرة قاعدة دومينيكاوي، ولد في 16 مايو 1982 في سان بيدرو دي ماكوريس في جمهورية الدومينيكان.

## وصلات خارجية
- يوجينيو فيليز على موقع دوري كرة القاعدة الرئيسي (الإنجليزية)
- يوجينيو فيليز على موقعبيزبول رفرنس.كوم (الدوري الرئيسي) (الإنجليزية)
- يوجينيو فيليز على موقعبيزبول رفرنس.كوم (الدوري الثانوي) (الإنجليزية)
- يوجينيو فيليز على موقع إي إس بي إن.كوم (أم.أل.بي) (الإنجليزية)
- يوجينيو فيليز على موقع مشجعي الرسوم البيانية (الإنجليزية)